# Rochester (Wisconsin)
Rochester é uma vila localizada no estado norte-americano de Wisconsin, no Condado de Racine.

## Demografia
Segundo o censo norte-americano de 2000, a sua população era de 1149 habitantes.
Em 2006, foi estimada uma população de 1169, um aumento de 20 (1.7%).

## Geografia
De acordo com o United States Census Bureau tem uma área de
1,4 km², dos quais 1,3 km² cobertos por terra e 0,1 km² cobertos por água. Rochester localiza-se a aproximadamente 238 m acima do nível do mar.

## Localidades na vizinhança
O diagrama seguinte representa as localidades num raio de 12 km ao redor de Rochester.